# Sauk Valley Predators
I Sauk Valley Predators sono stati una società di pallacanestro statunitense con sede a Sterling, nell'Illinois.
Nacquero nel 2010 per disputare il campionato della PBL. Disputarono due stagioni, raggiungendo i play-off in entrambe le circostanze. Scomparvero dopo il campionato 2013.

## Stagioni
| Stagione | Lega | Denominazione         | V  | P | %    | Piazzamento | Play-off   |
| -------- | ---- | --------------------- | -- | - | ---- | ----------- | ---------- |
| 2012     | PBL  | Sauk Valley Predators | 13 | 6 | 68,4 | 2º          | Semifinale |
| 2013     | PBL  | Sauk Valley Predators |    |   |      | 4º          | Semifinale |